# Saison 4 de The Strain
Chronologie
Saison 3
Cet article présente les épisodes de la quatrième saison de la série télévisée américaine The Strain.

## Distribution

### Personnages principaux
- Corey Stoll (VF : Pierre Tessier) : Dr Ephraim Goodweather, membre du Centre pour le contrôle et la prévention des maladies
- Natalie Brown (VF : Hélène Bizot) : Kelly Goodweather, ex-femme d'Ephraim
- Max Charles (en) (saison 2) (VF : Jean-Stan DuPac) : Zach Goodweather, le fils de Ephraim et son ex femme Kelly
- David Bradley (VF : Michel Paulin) : Pr Abraham Setrakian
- Kevin Durand (VF : Guillaume Orsat) : Vasiliy Fet, un dératiseur
- Richard Sammel : (VF : lui-même) : Thomas Eichhorst, le bras droit du Maître
- Miguel Gomez (VF : Franck Lorrain) : Augustin « Gus » Elizalde, un jeune délinquant
- Ruta Gedmintas (VF : Laura Blanc) : Dutch Velders, une hackeuse
- Jonathan Hyde (VF : Pierre Dourlens) : Eldritch Palmer, un vieux milliardaire invalide cherchant l'immortalité par tous les moyens, hôte du Maître
- Rupert Penry-Jones (VF : Eric Peter) : Monsieur Quinlan
- Joaquín Cosío (es) (VF : Antoine Tomé) : Angel Guzman Hurtado

### Personnages récurrents
- Robin Atkin Downes (VF : Patrick Béthune) : « Le Maître » (voix uniquement)
- Paulino Nunes (es) (VF : Mathieu Buscatto) : Frank Kowalski
- Adriana Barraza (VF : Magali Rosenzweig) : Guadalupe Elizalde
- Rhona Mitra : Charlotte
- Jim Watson (VF : Nicolas Djermag) : Setrakian (jeune)
- Cas Anvar (VF : ?) : Sanjay Desai
- Dwain Murphy (VF : ?) : Sean Duncan
- Elizabeth Saunders (VF : ?) : infirmière Carla Davis

## Fiche technique

### Réalisateurs
- J. Miles Dale (en) (3 épisodes)
- Norberto Barba (2 épisodes)
- Kevin Dowling (en) (2 épisodes)
- Paco Cabezas (en) (1 épisode)
- Thomas Carter (1 épisode)
- Jennifer Lynch (1 épisode)

### Scénaristes
- Carlton Cuse (2 épisodes)
- Chuck Hogan (2 épisodes)
- Liz Phang (2 épisodes)
- Bradley Thompson (2 épisodes)
- David Weddle (2 épisodes)
- Mickey Fisher (en) (1 épisode)
- Andy Iser (1 épisode)
- Paul Keables (1 épisode)
- Jeff Wadlow (1 épisode)

## Épisodes

### Épisode 1:Le Partenariat
- États-Unis : 16 juillet 2017 sur FX[1]
- France :
  - 21 juillet 2017 en VOST sur Canal+ Séries
  - 27 octobre 2017 en VF sur Canal+ Séries

- États-Unis : 1,44 million de téléspectateurs

### Épisode 2:Camp de reproduction
- États-Unis : 23 juillet 2017 sur FX
- France :
  - 28 juillet 2017 en VOST sur Canal+ Séries
  - 27 octobre 2017 en VF sur Canal+ Séries

- États-Unis : 910 000 téléspectateurs

### Épisode 3:Une seule chance
- États-Unis : 30 juillet 2017 sur FX
- France :
  - 4 août 2017 en VOST sur Canal+ Séries
  - 3 novembre 2017 en VF sur Canal+ Séries

- États-Unis : 860 000 téléspectateurs

### Épisode 4:Nouveaux horizons
- États-Unis : 6 août 2017 sur FX
- France :
  - 11 août 2017 en VOST sur Canal+ Séries
  - 3 novembre 2017 en VF sur Canal+ Séries

- États-Unis : 1,17 million de téléspectateurs

### Épisode 5:Dans le ventre de la bête
- États-Unis : 13 août 2017 sur FX
- France :
  - 18 août 2017 en VOST sur Canal+ Séries
  - 10 novembre 2017 en VF sur Canal+ Séries

- États-Unis : 930 000 téléspectateurs

### Épisode 6:Amours et désamours
- États-Unis : 20 août 2017 sur FX
- France :
  - 25 août 2017 en VOST sur Canal+ Séries
  - 10 novembre 2017 en VF sur Canal+ Séries

- États-Unis : 790 000 téléspectateurs

### Épisode 7:Ouroboros
- États-Unis : 27 août 2017 sur FX
- France :
  - 1er septembre 2017 en VOST sur Canal+ Séries
  - 17 novembre 2017 en VF sur Canal+ Séries

- États-Unis : 890 000 téléspectateurs

### Épisode 8:Extraction
- États-Unis : 3 septembre 2017 sur FX
- France :
  - 9 septembre 2017 en VOST sur Canal+ Séries
  - 17 novembre 2017 en VF sur Canal+ Séries

- États-Unis : 1,01 million de téléspectateurs

### Épisode 9:Le Traître
- États-Unis : 10 septembre 2017 sur FX
- France :
  - 15 septembre 2017 en VOST sur Canal+ Séries
  - 24 novembre 2017 en VF sur Canal+ Séries

- États-Unis : 840 000 téléspectateurs

### Épisode 10:Combat final
- États-Unis : 17 septembre 2017 sur FX
- France :
  - 22 septembre 2017 en VOST sur Canal+ Séries
  - 24 novembre 2017 en VF sur Canal+ Séries

- États-Unis : 1,00 million de téléspectateurs